# Ketština
Ketština (кет) je poslední živý představitel jenisejské jazykové rodiny, používaný národem Ketů, kteří dříve podle toponymických údajů obývali rozsáhlé oblasti Západní Sibiře, dnes jsou však jako samostatné etnikum na pokraji vymizení. V roce 2002 čítal počet lidí, kteří se považovali za Kety, 1494 osob, počet mluvčích ketštiny však nepřesahuje 150 lidí. Žijí v Krasnojarském kraji v oblasti řeky Jenisej. Zatím není zjištěna příslušnost ketského jazyka k některé z velkých jazykových rodin, existuje však hypotéza, že tvoří „spojovací článek“ mezi sinokavkazskou a indoevropskou rodinou. Ketština je úzce příbuzná s dnes již prakticky vymřelou jughštinou.

## Klasifikace
Řada sovětských vědců se pokoušela najít souvislost s izolovaným jihoasijským jazykem burušaski nebo sinotibetskými jazyky, často bývá ketština řazena do navrhované dené-kavkazské jazykové rodiny. Žádná z těchto hypotéz nebyla zatím definitivně potvrzena. Americký jazykovědec Joseph Greenberg navrhl spojitost mezi ketštinou (a dalšími jenisejskými jazyky) a severoamerickou jazykovou rodinou na-dené. V duchu této domněnky publikoval lingvista Edward Wajda v únoru 2008 studii, která spřízněnost obou rodin demonstrovala. Článek byl příznivě přijat významnými odborníky jak na jenisejské jazyky, tak i na jazyky na-dené (Michael Krauss, Jeff Leer, James Kari, Heinrich Werner) a dalšími známými lingvisty (např. Bernard Comrie, Johanna Nichols, Victor Golla, Michael Fortescue a Eric Hamp), což vneslo do otázky klasifikace konsenzus. Někteří odborníci na jenisejské jazyky zůstávají však nadále skeptičtí nebo tuto hypotézu úplně odmítají (např. Stefan Georg).

## Fonologie

### Samohlásky
|          | Přední | Střední | Zadní |
| -------- | ------ | ------- | ----- |
| Zavřená  | i      | ɨ       | u     |
| Středová | ɛ1     | ə       | ɔ1    |
| Otevřená | a 2    | a 2     | a 2   |

1. Normálně polootevřené /ɛ/, resp. /ɔ/ se vyslovuje jako polozavřené [e], resp. [o], pokud má vysoký tón.
2. Výslovnost /a/ kolísá mezi [æ], [a], [ɐ] a [ɑ].

### Souhlásky
|            |            | Bilabiální | Alveolární | Palatální | Velární | Uvulární | Glotální |
| ---------- | ---------- | ---------- | ---------- | --------- | ------- | -------- | -------- |
| Nazála1    | Nazála1    | m          | n          |           | ŋ       |          |          |
| Ploziva    | neznělá    | p          | t          |           | k       | q        | ʔ        |
| Ploziva    | znělá      | b          | d          |           | ɡ       | ɢ        |          |
| Frikativa  | neznělá    |            | s          | ç         | (x)     | (χ)      | h        |
| Frikativa  | znělá      | β          |            | ʝ         | ɣ       | ʁ        |          |
| Verberanta | Verberanta |            | ɾ          |           |         |          |          |
| Vibranta   | Vibranta   |            | r          |           |         |          |          |
| Laterála   | Laterála   |            | l          |           |         |          |          |

1. Všechny nosové souhlásky v ketštině mají neznělé alofony na konci jednoslabičného slova s glotalizovaným nebo klesajícím tónem (tj., [m, n, ŋ] se mění v [m̥, n̥, ŋ̥]), podobně se v téže situaci [l] mění v [ɬ].

### Tóny
Otázka, zda je ketština tónickým jazykem, zůstává předmětem debat, většina odborníků se však shoduje, že ano. Na rozdíl od většiny ostatních tónických jazyků není tón charakteristikou každé slabiky, ale slova. Pět základních tónů v ketštině je:
| Název tónu   | Glotalizovaný   | Vysoký       | Stoupající klesající | Klesající        | Stoupající vysoký-klesající |
| ------------ | --------------- | ------------ | -------------------- | ---------------- | --------------------------- |
| Kontura tónu | 34              | 55           | 13.31                | 31               | 13.53                       |
| Příklad      | [bɛ̌ʔs] „králík“ | [súl] „krev“ | [hə̌.nûl] „louže“     | [ɛ̂m̥] „poletuška“ | [qǐ.bá͜âŋ] „dědečci“         |

## Písmo
Ketština neměla písmo do 30. let 20. století, kdy se ruský vědec N. K. Karger pokusil o vytvoření písma pro ketštinu na základě latinky a vydal první ketský slabikář, avšak nebyl příliš úspěšný.
V 80. letech bylo vytvořeno nové ketské písmo na základě mírně upravené cyrilice, které se používá v současné době
Dříve používaná latinka:
| A a | Ā ā | Æ æ | B b | Ç ç | D d | E e | Ē ē |
| Ə ə | F f | G g | H h | Ҕ ҕ | I i | Ī ī | J j |
| K k | L l | M m | N n | Ņ ņ | Ŋ ŋ | O o | Ō ō |
| P p | Q q | R r | S s | Ş ş | T t | U u | Ū ū |
| V v | Z z | Ƶ ƶ | Ь ь |     |     |     |     |

Písmo založené na cyrilici zavedené v roce 1980.
| А а | Б б | В в | Г г | Г̡ г̡ | Д д | Е е | Ё ё |
| Ж ж | З з | И и | Й й | К к | Ӄ ӄ | Л л | М м |
| Н н | Ӈ ӈ | О о | Ө ө | П п | Р р | С с | Т т |
| У у | Ф ф | Х х | Ц ц | Ч ч | Ш ш | Щ щ | Ъ ъ |
| Ә ә | Ы ы | Ь ь | ’   | Э э | Ю ю | Я я |     |

## Příklady

### Číslovky
| Ketsky              | Česky |
| қо’к, қуусь         | jeden |
| ыын                 | dva   |
| до’ң                | tři   |
| сьиик               | čtyři |
| қаак                | pět   |
| аа                  | šest  |
| о’н                 | sedm  |
| ынам бәньсьаң қөө   | osm   |
| қус’ам бәньсьаң қөө | devět |
| қөө                 | deset |